# Seznam madžarskih violinistov
Seznam madžarskih violinistov.

## A
- Liko Amar
- Leopold Auer

## B
- Kristóf Baráti

## F
- Carl Flesch

## H
- Jenő Hubay

## J
- Joseph Joachim

## K
- Dénes Kovács

## L
- Roby Lakatos

## P
- György Pauk

## R
- János Rolla

## S
- Joseph Szigeti

## T
- Gábor Takács-Nagy
- Vilmos Tátrai

## V
- Tibor Varga
- Sándor Végh

## Z
- Antal Zalai
- Dénes Zsigmondy